# Adolph Wiater
Adolph „Ad” F. Wiater, pol. Adolf Wiater (ur. 30 kwietnia 1912 w Green Bay, zm. 28 listopada 2000 w Evanston) – amerykański bokser pochodzenia polskiego, występujący w kategorii ciężkiej.

## Kariera
Urodził się 30 kwietnia 1912 w Stanach Zjednoczonych w miejscowości Green Bay i tam się wychowywał. Był jednym z 12 dzieci pracownika papierni. Ukończył East High School.
W wieku 18 lat podjął uprawianie boksu. Pierwszą zawodową walkę stoczył 12 września 1933 na Western Stadium w Chicago, gdy w wieku 21 lat pokonał Johnny'ego Morrisa na punkty. Z siedmiu pierwszych walk sześć wygrał. W swoim ósmym pojedynku 10 listopada 1933 uległ po raz pierwszy, Ernie Evansowi. Następnie do czerwca 1934 triumfował w dziesięciu walkach z rzędu, pokonując m.in. Jacka Krackena i Jessa Akersa. 26 września 1934 stoczył pojedynek z niepokonanym wówczas Joem Louisem (w jego siódmym w karierze pojedynku), oparł się przeciwnikowi i po dziesięciorundowej – zdaniem prasy wyrównanej – walce przegrał na punkty. Wiater był pierwszym chronologicznie i jednym z dwóch w historii pięściarzy, których Louis pokonał na punkty w swoich 66 zwycięskich walkach. 5 listopada 1934 przegrał na punkty z Cornem Griffinem. Ostatni pojedynek w karierze stoczył 8 czerwca 1936 w wieku 24 lat, ulegając Leo Lomskiemu. Była to zarazem jego pierwsza walka przegrana przez techniczny nokaut. Jego menedżerem był Benny Ray. Większość, a mianowicie 22 ze swoich 28 walk stoczył w Chicago. Zakończył karierę po operacji związanej z kontuzją łokci. W prasie okresu międzywojennego był określany jako polski bokser i Polak.
Od lat 20. zamieszkiwał w Chicago. Po zakończeniu kariery przez 41 lat pracował w drukarni na stanowisku maszynisty.
Zmarł 28 listopada 2000 w Evanston. Miał syna i córkę.

## Osiągnięcia
- Mistrzostwo Wisconsin Golden Gloves (1932)[2]
- Międzynarodowe mistrzostwo Golden Gloves w wadze ciężkiej (1932)[2]
- Mistrzostwo Press Gazette Wisconsin i Missouri Golden Gloves w wadze ciężkiej (1933)[2]
- Wicemistrzostwo Wisconsin Golden Gloves (1933)[2]
- Intercity Golden Gloves 2nd Division (1933)[2]